# Aprilie spulberat
Aprilie spulberat este o nuvelă  scrisă de multi-premiatul scriitor albanez, Ismail Kadare. Publicată în 1978, reunește patru dintre prozele anilor ’70 - ’80: Aprilie spulberat, Cine a adus-o pe Doruntina, Mesagerul tristeții și Comisia serbării. Apărute în Albania în urmă cu mai bine de două decenii, cele patru proze - traduse în limba română într-o primă ediție în 1990 - au fost revizuite de autor. Varianta publicată la Editura Polirom este cea definitivă. 

## Contextul și structura
Între primele două proze există o relație materială directă: povestea Doruntinei descrie apariția în societatea medievală albaneză a unui nou sistem moral și juridic, progresist, kanun-ul. Același kanun care, cinci sute de ani mai târziu, provoacă evenimente grave în satul albanez din zona Platoului muntos din Nord (povestea lui Ghiorgu din Aprilie spulberat).

## Rezumate

### Aprilie spulberat
În Aprilie spulberat, autorul descrie pas cu pas mecanismele și procedurile gjakmarrjei, de la crimă până la peeapsă. Astfel, ne este prezentată povestea lui Ghiorgu Berisha, care este nevoit să comită o crimă, pentru că așa îi cereau legile kanun-ului. Prin săvârșirea omorului, își pecetluia propria soartă. Un membru din familia celui ucis, va fi forțat să se răzbune în același fel. Ghiorgu trebuie să-l ucidă pe Zef Kryeqyqe, vecinul său; și pentru că nu se simte deloc pregătit să omoare un om cu care în definitiv, nu are nimic de împărțit, amână acest lucru cât poate de mult. Chiar prea mult, încât părinții încep să îl preseze, simținu-se jenați de vecini și de ceilalți săteni, deoarece fiul lor nu este suficient de curajos încât să-și răzbune propriul frate (care a fost ucis de Zef în urmă cu aproximativ un an de zile, pentru a-și răzbuna și el, la rândul lui, fratele).
Lucrurile se complică în momentul apariției în scenă a Dianei Vorps, o frumoasă orășeancă pentru care munteanul Ghiorgu își sacrifică ce avea mai de preț: propria viață. 
Deși amândoi fac eforturi disperate pentru a se întâlni, revederea lor pare imposibilă. Instinctul de conservare este anihilat de iubirea nebunească, platonică, pentru chipul femeii zărit, preț de o secundă, în spatele unui geam aburit. 

### Cine a adus-o pe Doruntina?
Nuvela a fost publicată pentru prima dată la Tirana în 1979 și este un fel de cronică romanțată a apariției kanun-ului. Într-un interviu, Kadare a declarat că ideea nuvelei i-a venit prima dată în adolescență, când a citit vechi balade germane, printre care și Leoren Lied. “Această baladă m-a cutremurat și pentru un motiv mai special: era balada Doruntinei, care încă se mai cânta în Albania. Dar, […] spre marea mea uimire, balada germană m-a și dezamăgit. Și nu mi-a trebuit mult ca să înțeleg că varianta care se cânta în satele din jurul orașului meu era mai profundă și mai frumoasă decât cea a lui Bürger. […] Se poate ca încă de pe atunci în conștiința mea să fi apărut, destul de cețoasă, dorința de a rescrie această baladă, lucru care s-a și întâmplat patruzeci de ani mai târziu, când am scris Cine a adus-o pe Doruntina.”(Postfață “Aprilie spulberat”, p. 474) 
Nuvela, este replica în proză a vechii legende albaneze, aceea a ridicării eroului din morți sub presiunea cuvântului dat, pentru a îndeplini o promisiune făcută cât încă era în viață.
Doruntina, singura fată din cei zece copii ai familiei Vranj, s-a căsătorit la mare distanță de satul părintesc, tocmai în Boemia. Pentru că mama fetei (Doamna mamă - cum i se adresau sătenii) nu a fost de acord cu plecarea acesteia, fiindu-i frică de singurătate, Kostandin - unul din băieți, i-a jurat că i-o va aduce acasă din depărtări în clipa în care va simți că are mare nevoie de ea. Alături de rudele fetei, a suferit și Stressi, un băiat din sat care o iubise și care între timp, ajunsese căpitanul poliției locale. 
Imediat după plecarea Doruntinei în Boemia, în familia Vraj s-a produs o mare tragedie. Toți cei nouă frați ai Doruntinei au murit într-o luptă purtată cu o armată normandă. Unii au căzut pe câmpul de luptă, alții au căzut la pat pentru că invadatorii aduseseră cu ei ciuma. Astfel, Kostandin moare înainte să-și îndeplinească jurământul de credință făcut mamei sale.
Într-o seară, Doruntina se trezește la porta casei din Boemia cu un călăreț, care pretinde că este chiar fratele ei, venit s-o ducă înapoi acasă, la mama care îi poartă dorul. Fiind foarte grăbit, călărețul nici măcar nu descalecă, îi spune Doruntinei să vină “așa cum este”. Mânată de dorul de casă, fata se urcă pe cal și pornesc la drum. Pe data de 11 noiembrie, la miezul nopții, ajung. 
Aproape de casă, călărețul o roagă să coboare și să intre în casă, pentru că el mai are ceva de rezolvat la biserică. Doruntina se grăbește să-și vadă mama, în timp ce fratele ei se îndreaptă spre biserică (care se afla în aceași direcție cu cimitirul). Odată intrată în casă, bătrâna o informează de moartea fraților ei, inclusiv a lui Kostandin care murise în urmă cu 3 ani. Doruntina îi spune că ea tocmai de Kostandin a fost adusă; astfel, ambele femei suferă un șoc și după ce stau la pat câteva zile, mor, înainte să se afle adevărul.
Stressi, însărcinat să rezolve misterul care căpăta tot mai multă amploare, se luptă să afle identitatea celui cu care a venit Doruntina. Deși toate indiciile duceau spre Kostandin, Stressi, om cerebral și cu picioarele pe pământ, refuza să accepte varianta conform căreia s-a sculat mortul din mormânt, a călătorit 7 zile alături de o femeie și nu l-a observat nimeni. 
Apare un potențial martor, lucruile se complică pe parcurs iar deznodămntul este unul cu totul și cu totul neașteptat.

### Mesagerul tristeții
În Mesagerul tristeții ne este prezentată povestea lui Hadji Milet, cărăuș la Birourile Furnizării Sheh-ul Islamului. Deși era învățat cu misiuni în cele mai îndepărtate colțuri ale imperiului și cu agitația de dinaintea lor, simțea că ultima sarcină primită, aceea de a transporta în Peninsula Balcanică jumătate de milion de feregele, are ceva neobișnuit. 
Hadji, obișnuit cu musulmancele, nu credea că este cu putință ca femeile să meargă pe stradă cu obrazul descoperit. Motiv pentru care, călătoria lui a fost cu atât mai palpitantă pentru el. Însă nu și pentru balcanice, care sub cucerirea otomană, aveau să se supună regulilor impuse de imperiu. Și prima era aceea de a umbla ca și musulmancele, cu obrazul acoperit de feregea. 
Dacă la început Hadji s-a simțit privilegiat și a considerat misiunea mai mult decât onorabilă, odată cu înaintarea spre destinație, unde avea să predea încărcătura, se simțea tot mai responsabil pentru posibila durere pricinuită balcanicelor. Acest lucru l-a afecatat cu atât mai mult în momentul în care a făcut un popas la o fântână pentru a bea apă și a dat peste un grup de femei tinere. Fetele l-au întâmpinat cu scepticism inițial, dar când au văzut că nu are intenții rele, au devenit rapid vesele, l-au înconjurat cu zâmbete, l-au privit în ochi (lucru de nepermis în cultura arabă) și chiar i-au oferit un ulcior plin cu apă pentru a-și potoli setea. 
Faptul că e o țară liberă, unde femeile pot privi în ochi bărbatul, unde își pot arăta liber fericirea sau tristeațea fără consecințe negative, i-a lăsat musulmanului în suflet sentimente confuze. Și-a dat seama că poate nu e bine așa cum credea el până acum firesc. Poate e mai bine așa, cum e în Peninsula Balcanică. Și dacă lor le e bine și nu deranjează pe nimeni libertatea femeilor, de ce să le-o îngrădească cineva? Și de ce tocmai el?
Pe parcursul călătoriei, a trecut de la bucuria și entuziasmul inițial, la regrete, frustrări și temeri. Începea să se simtă tot mai vinovat, acest lucru frământându-l noapte de noapte.
Pe drumul de întoarcere, a început să vadă tot mai puține femei pe strdă. Stăteau în casă, pentru că le era interzis să iasă cu fața descuperită. Când a ajuns din nou la fântână, nu l-au mai întâmpinat fetele zglobii și cu zâmbete largi. Nu mai era nimeni acolo. Pustietatea locurilor prin care trecea, s-a instalat rapid și în sufletul lui și astfel, a avut mustrări de conștiință. Noaptea, înainte de culcare, plângea și nu-și putea împărtăși durerea cu localnicii, de care se temea că îi vor lua viața dacă vor afla că el este cel care a adus “nenorocirea”.
Însă nu localnicii reprezentau adevăratul pericol, ci chiar semenii lui. Care, văzându-l că se frământă, au considerat că nu este suficient de credincios și nu are suficientă încredere în tradițiile musulmane. După interogatorii și chinuri cumplite, Hadji Milet moare înainte să apuce să-și vadă familia după lungul drum parcurs și după toate frământările pe care le-a îndurat.

### Comisia serbării
Comisia serbării se bazează pe fapte istorice reale (Postfață Aprilie spulberat, p. 476).
Agasat de manifestările de independență ale micii nobilimi albaneze, Mahmud II, sultan, calif și iman, emite un firman de la Istanbul prin care anulează toate decretele emise în timpul luptelor și proclamă un unic, înalt firman. 
Pentru a restabili vechile raporturi cu Albania, se declară amnistie generală pentru toate căpeteniile albaneze care au arătat nesupunere pentru cârma otomană și au ridicat armele împotriva acesteia, și se va organiza o mare serbare, unde vor fi invitate “adevăratele” căpetenii ale țării: mari seniori, șefi militari, comandanți navali, stegari, mai mari ai sfaturilor obștești, tribuni, șefi religioși, etc.
Un astfel de eveniment, presupunea eforturi uriașe pentru ca totul să decurgă conform planului. În fruntea comisiei de organizare, a fost numit chiar de către sultan, Muhardar Ali Ogllan pașa. El îi va alege pe membrii comisiei centrale, șefii de subcomisii și membrii comisiilor. Toți răspundeau cu viața pentru eventualele greșeli. 
După o muncă istovitoare, invitațiile au fost făcute. Patruzeci de curieri au pornit cu invitațiile împărătești. Din cele 497 de invitații, fuseseră înmânate 493. Patru mesageri nu s-a mai întors niciodată.
De-a lungul pregătirilor, executate fără niciun fel de economie (nici de bani, nici de personal), mulți și-au pus problema dacă nu cumva totul este doar o înscenare. Ar fi fost o ocazie ideală pentru a înlătura rapid și sigur, toate căpeteniile Albaniei. Existau bănuieli cum că marile căpetenii albaneze ar fi avut iscoade în rândul organizatorilor. Când a auzit acest lucru, Muhardar pașa a râs din toată inima, spunând că dacă există iscoade, este cu atât mai bine. Se vor convinge că nu există niciun pericol. Iar cum riscul ca un complot să ducă la o revoltă de proporții în rândul albanezilor era imens, orice bănuială a căzut. 
Touși, marea serbare este o înscenare, jurămintele sultanului se dovedesc mincinoase, iar pe 31 martie, în timpul paradei de la hipodrom, căpeteniile albaneze sunt măcelărite cu o cruzime nemaiîntâlnită. Masacrul, de o duritate ieșită din comun, îl impresionează până și pe cel care-l duce la îndeplinire, căpitanul Durmish Dur Ali. 
În final, ca victoria să fie deplină, capetele nobililor albanezi sunt expediate la Istanbul, unde îi vor fi prezentate sultanului chiar pe tăvile de argint ale ospățului. 

## Film
În 2001, a fost făcut un film după o adaptare a romanului “Aprilie spulberat”, intitulat “Abril Despedaçado” (în engleză a fost tradus “Behind the sun”).